# 埼玉県道45号本庄妻沼線

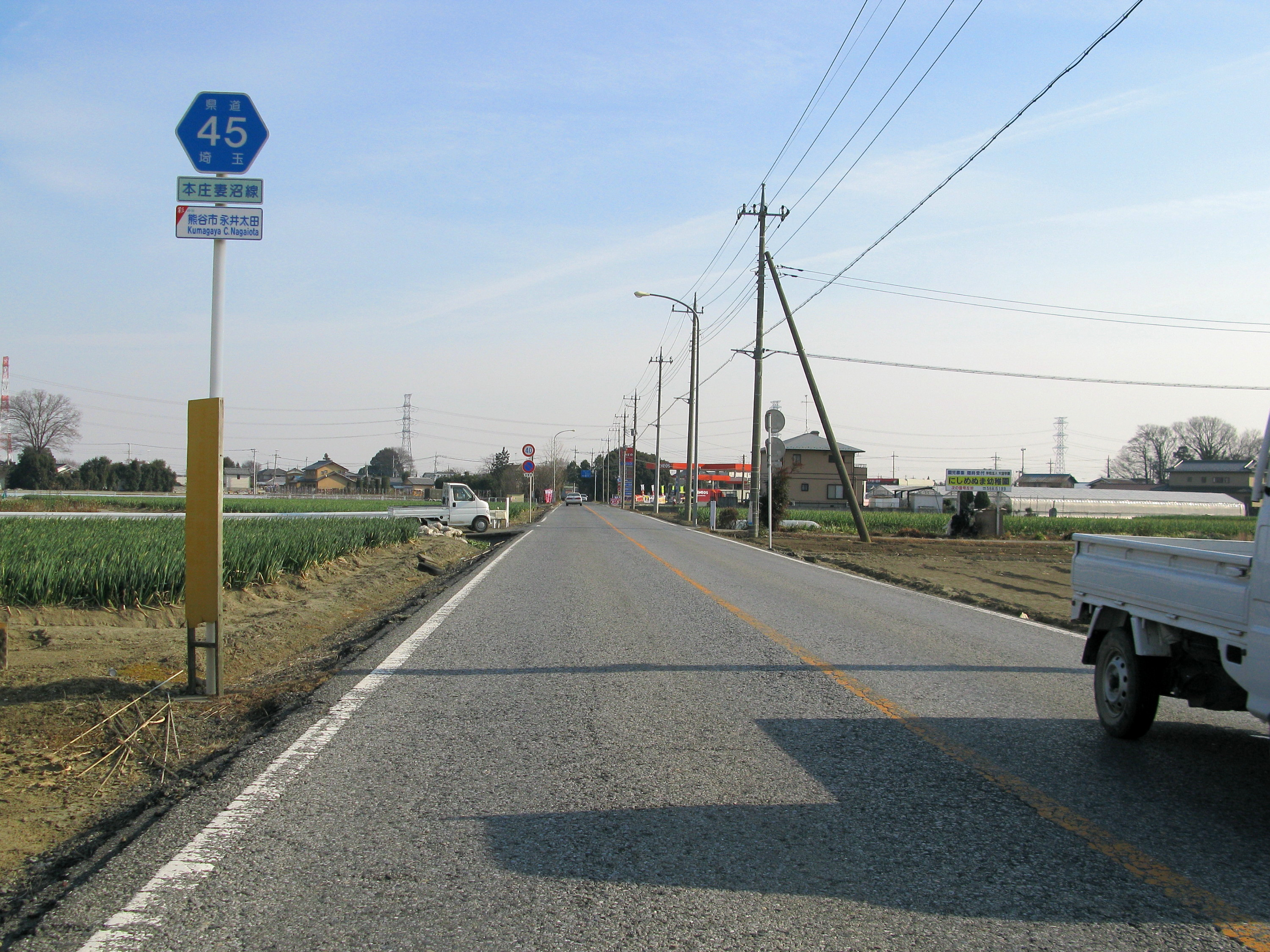
熊谷市永井太田地区（2012年1月）

埼玉県道45号本庄妻沼線（さいたまけんどう45ごう ほんじょうめぬません）は、埼玉県本庄市と埼玉県熊谷市を結ぶ県道（主要地方道）である。

## 概要
埼玉県道59号羽生妻沼線と併せて、本庄市から熊谷市の旧妻沼町域を経由し、羽生市方面へのルートとして利用される。
深谷市新戒地区には一部、狭隘区間が存在するが、大型車両の通行は禁止されていないため注意が必要である。
- 起点：本庄市寿（国道17号、埼玉県道23号藤岡本庄線、寿3丁目交差点）
- 終点：熊谷市妻沼（国道407号、登戸交差点）

## 地理

### 通過する自治体
- 埼玉県
  - 本庄市
  - 深谷市
  - 熊谷市

### 交差する道路
| 交差する道路                    | 交差する道路                  | 交差点名   | 所在地 | 所在地   |
| ------------------------------- | ----------------------------- | ---------- | ------ | -------- |
| 国道17号（中山道）              | 国道17号（中山道）            | 寿三丁目   | 本庄市 | 鵜森     |
|                                 | 埼玉県道258号中瀬牧西線       | 牧西東     | 本庄市 | 牧西     |
| 埼玉県道259号新野岡部停車場線   | 埼玉県道259号新野岡部停車場線 | 滝瀬       | 本庄市 | 滝瀬     |
| 埼玉県道355号中瀬普済寺線       | 埼玉県道355号中瀬普済寺線     | 皿洗島     | 深谷市 | 皿洗島   |
| 埼玉県道14号伊勢崎深谷線        | 埼玉県道14号伊勢崎深谷線      | 大塚       | 深谷市 | 大塚     |
| 埼玉県道356号成塚中瀬線         | 埼玉県道356号成塚中瀬線       |            | 深谷市 | 新戎     |
| 埼玉県道275号由良深谷線         |                               |            | 深谷市 | 新戎     |
| 埼玉県道275号由良深谷線         |                               |            | 深谷市 | 高島     |
| 国道17号（上武道路）            | 国道17号（上武道路）          | ※接続無し  | 深谷市 | 高島     |
| 埼玉県道276号新堀尾島線         | 埼玉県道276号新堀尾島線       | 永井太田   | 熊谷市 | 永井太田 |
| 埼玉県道127号深谷飯塚線         |                               | 運動公園前 | 熊谷市 | 妻沼     |
|                                 | 埼玉県道276号新堀尾島線       |            | 熊谷市 | 妻沼台   |
| 国道407号                       | 国道407号                     | 登戸       | 熊谷市 | 妻沼     |
| 埼玉県道59号羽生妻沼線 羽生方面 |                               |            |        |          |

### 重複区間
- 埼玉県道275号由良深谷線（埼玉県深谷市新戎 名称無し交差点 - 埼玉県深谷市高島 名称無し交差点）

### 上武道路とのアクセス
- 深谷市高島付近で国道17号 上武道路と立体交差しているが、新上武大橋の下を通過するのみで、接続はできない。
  - 上武道路へのアクセスは、新上武大橋をくぐり、次の信号を右折すると、上武道路（石塚交差点）に出る。

### 沿線の施設
- 深谷市消防本部豊里分署
- 深谷警察署豊里駐在所
- 深谷新戒郵便局
- 深谷大里看護専門学校
- 北深谷病院
- 妻沼運動公園
- 妻沼体育館
- 大里広域熊谷衛生センター
- 熊谷市立妻沼西中学校

## ギャラリー

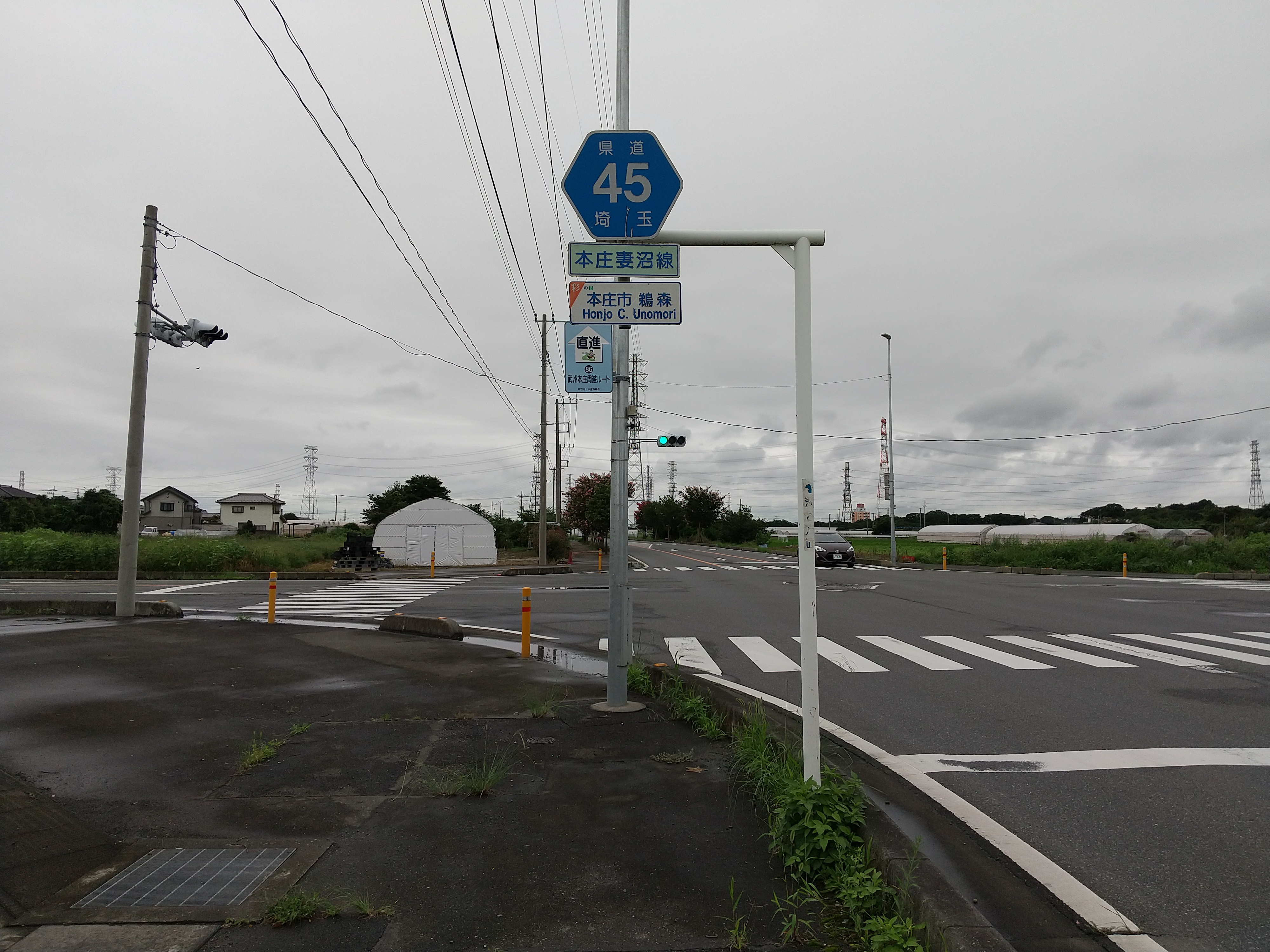
本庄市鵜野森付近（2020年7月）
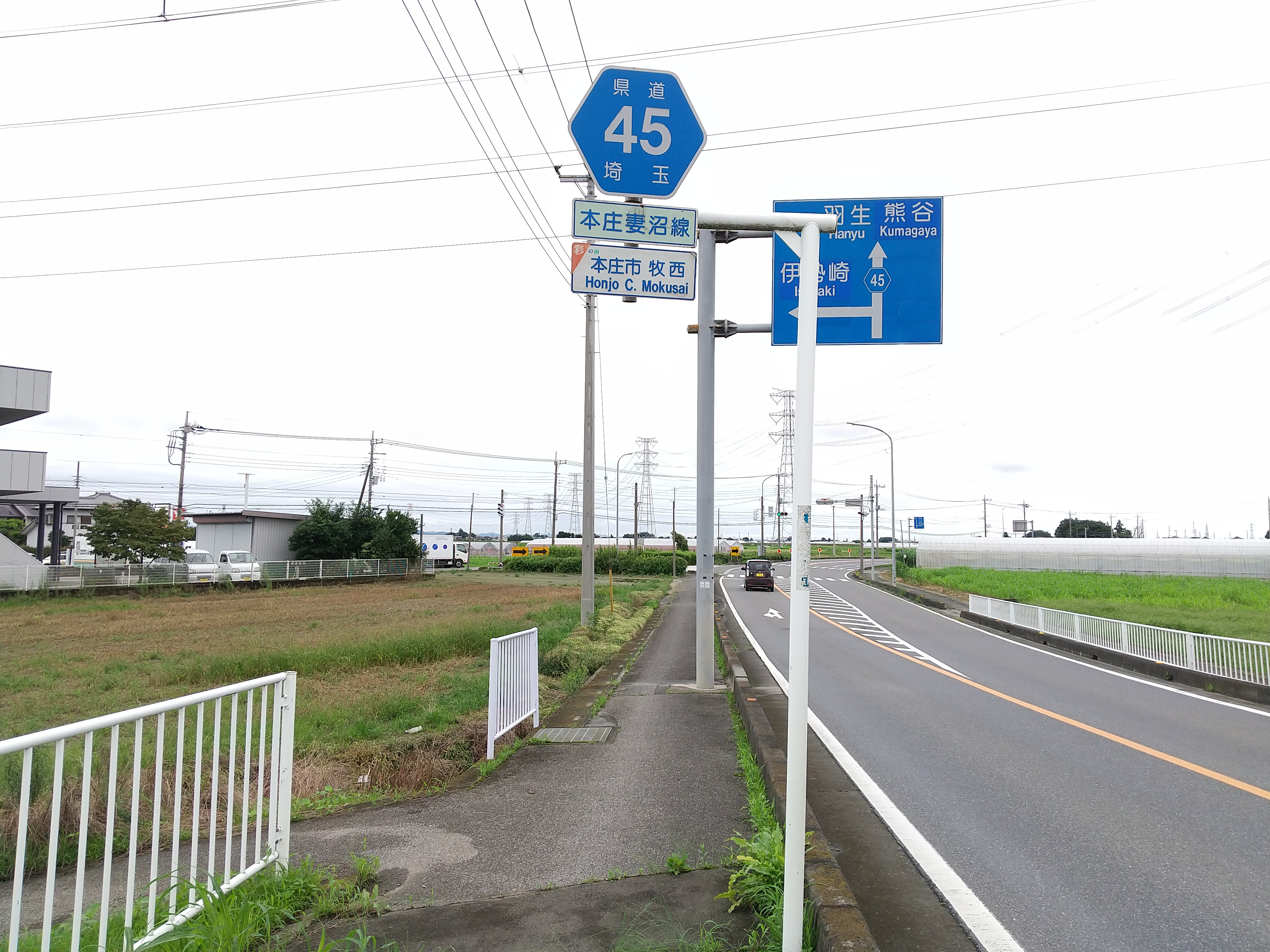
本庄市牧西付近（2020年7月）
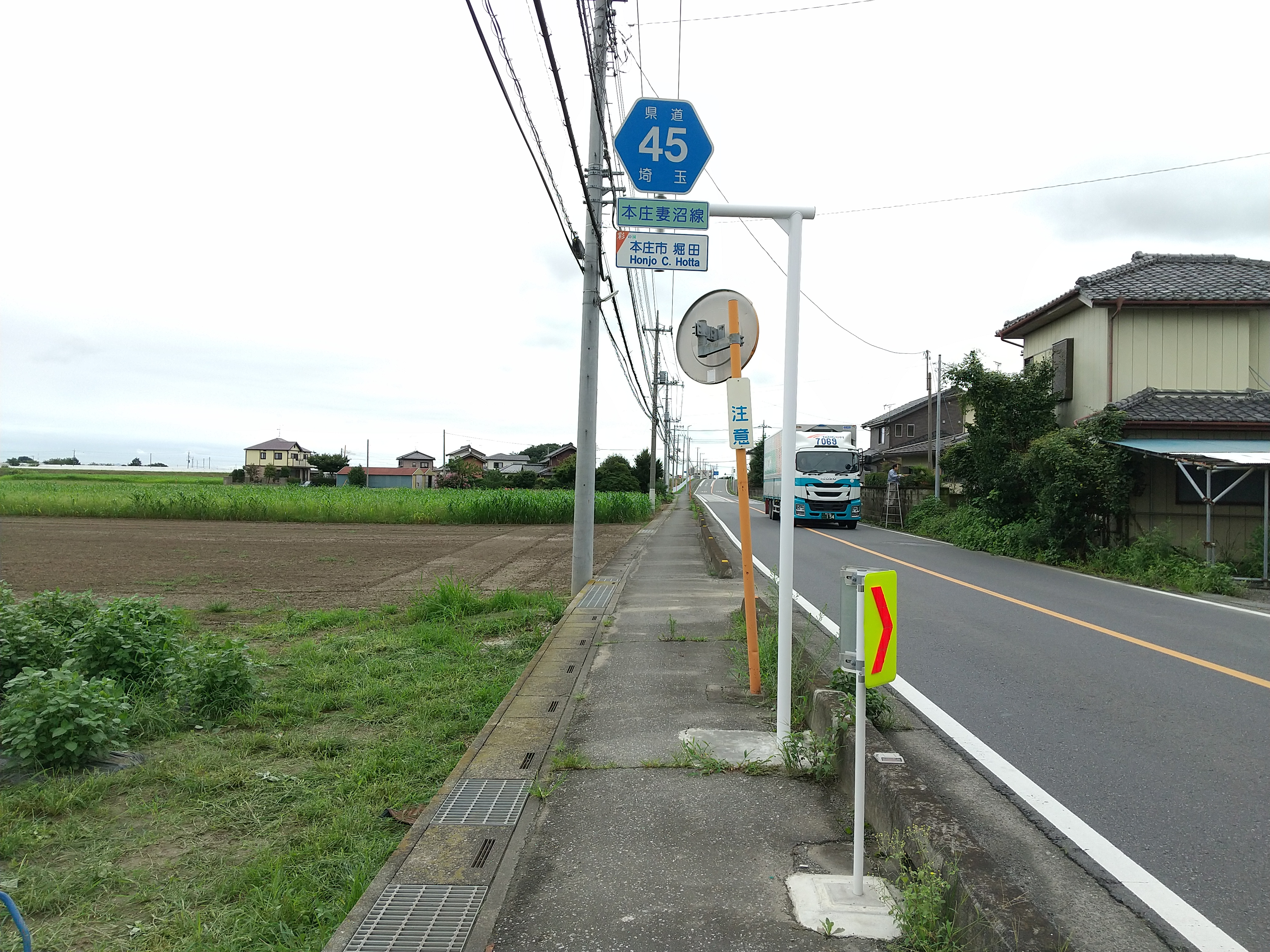
本庄市堀田付近（2020年7月）
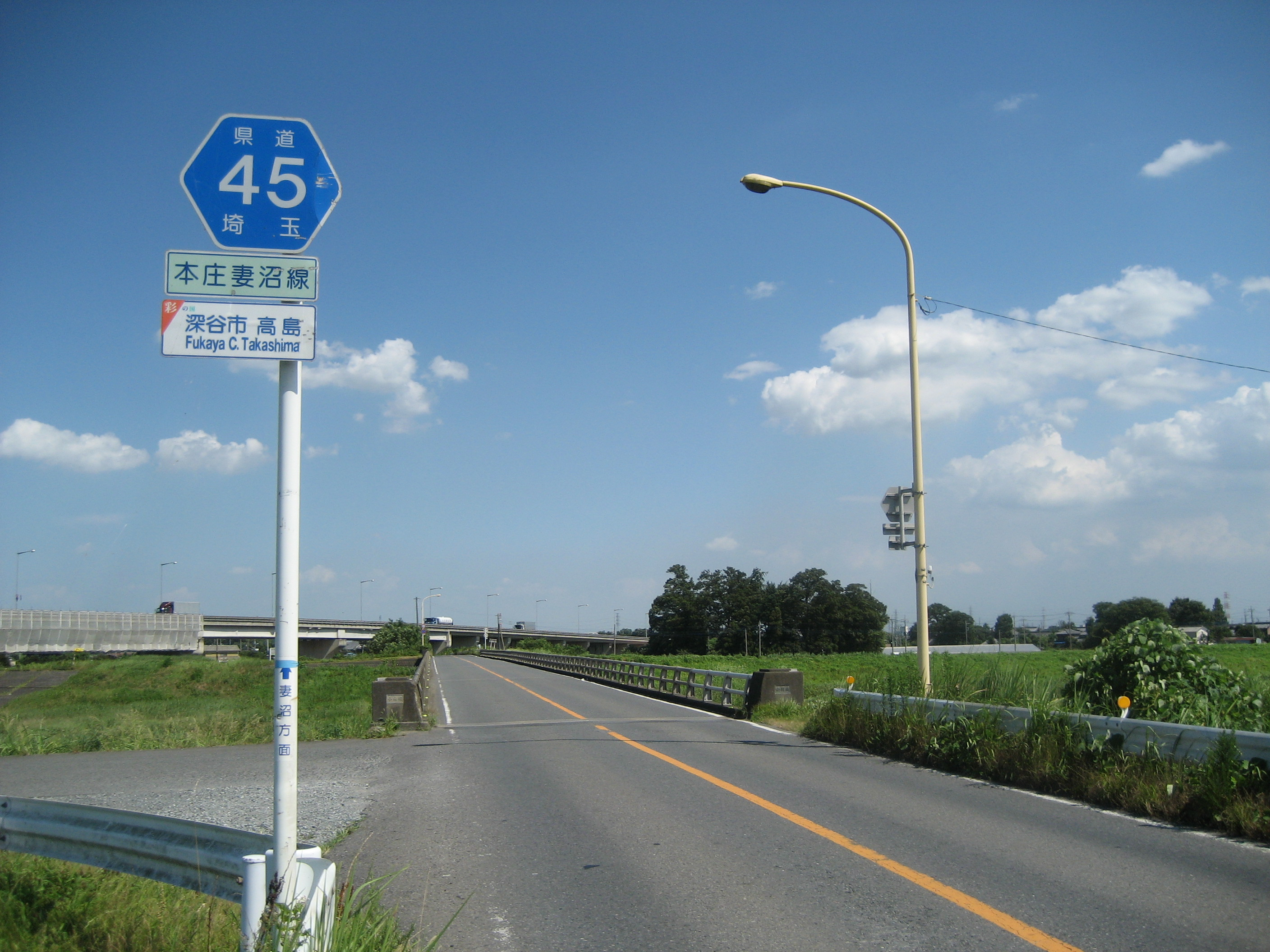
深谷市高島（奥の高架は上武道路）
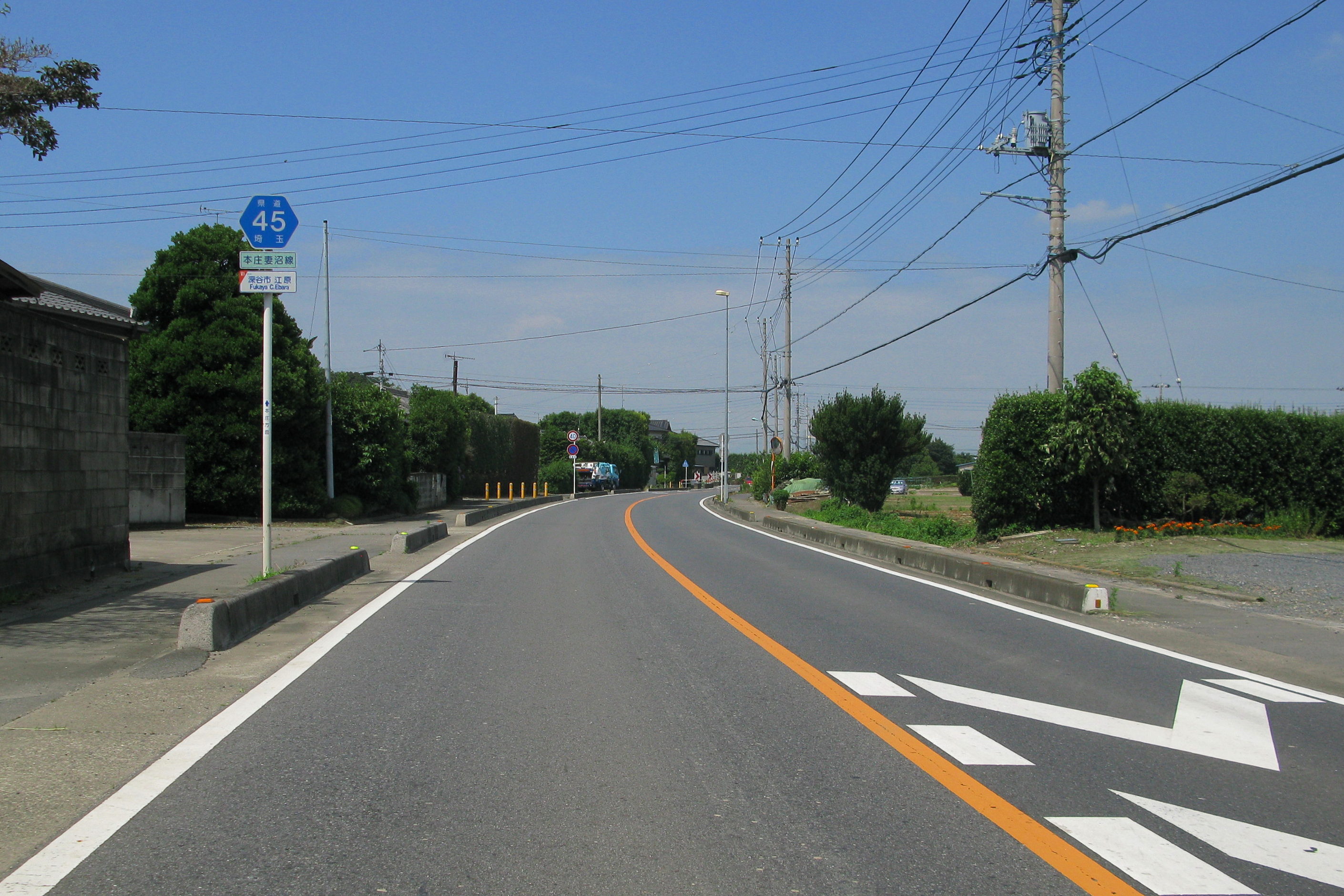
深谷市江原地区（2012年6月）